# Lijst van Belgische kunstschilders

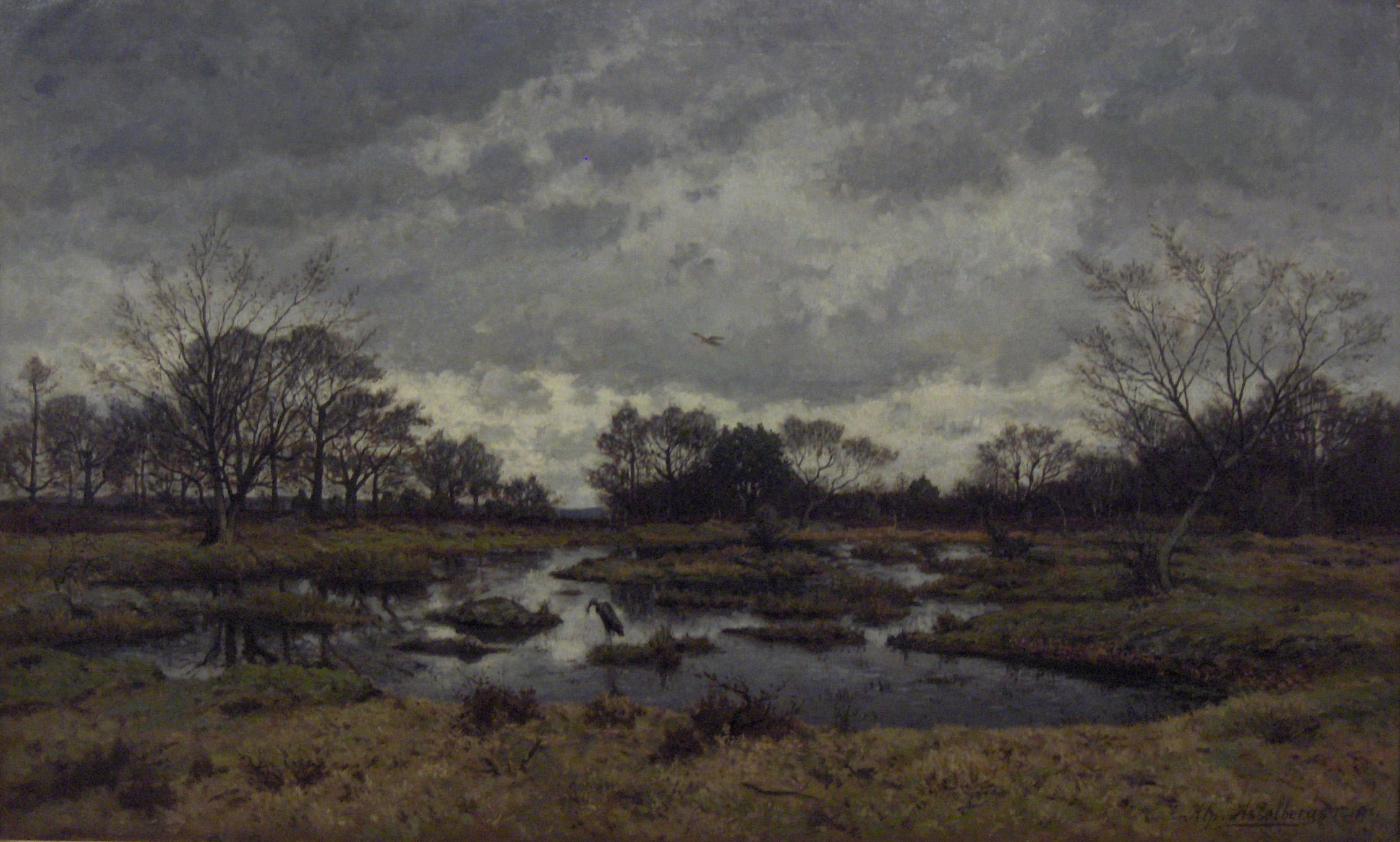
Alphonse Asselbergs: Maartse dag aan de Mare-aux-fées (1876)

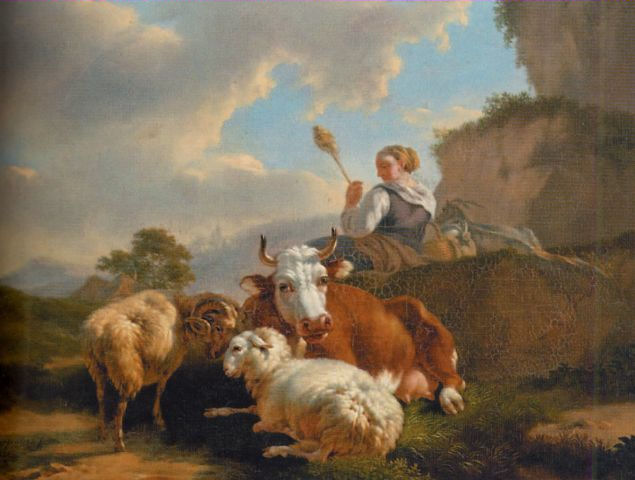
Jan Karel Carpentero: Scène pastorale (1822)

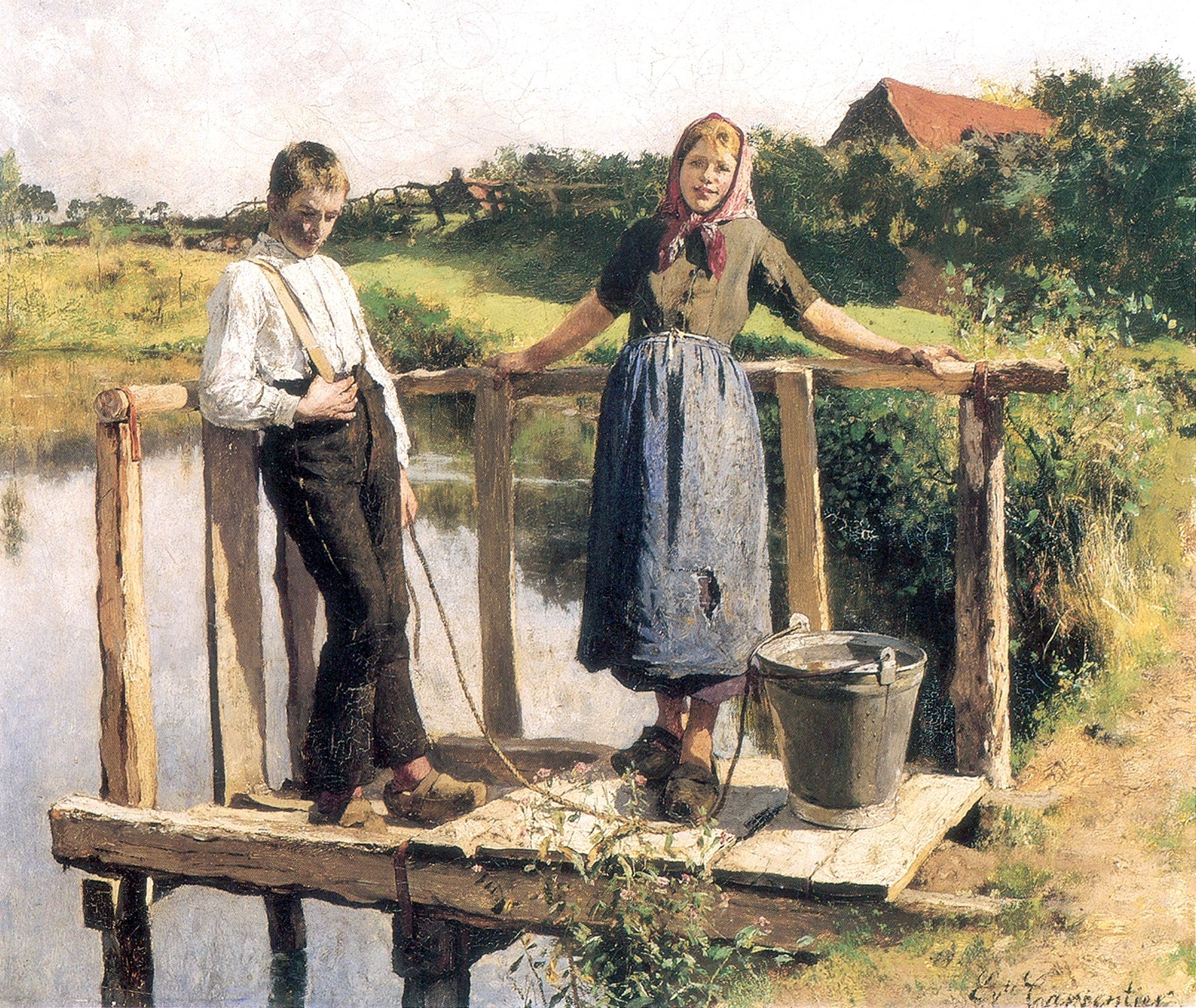
Evariste Carpentier: Intiem gesprek (ca. 1892)

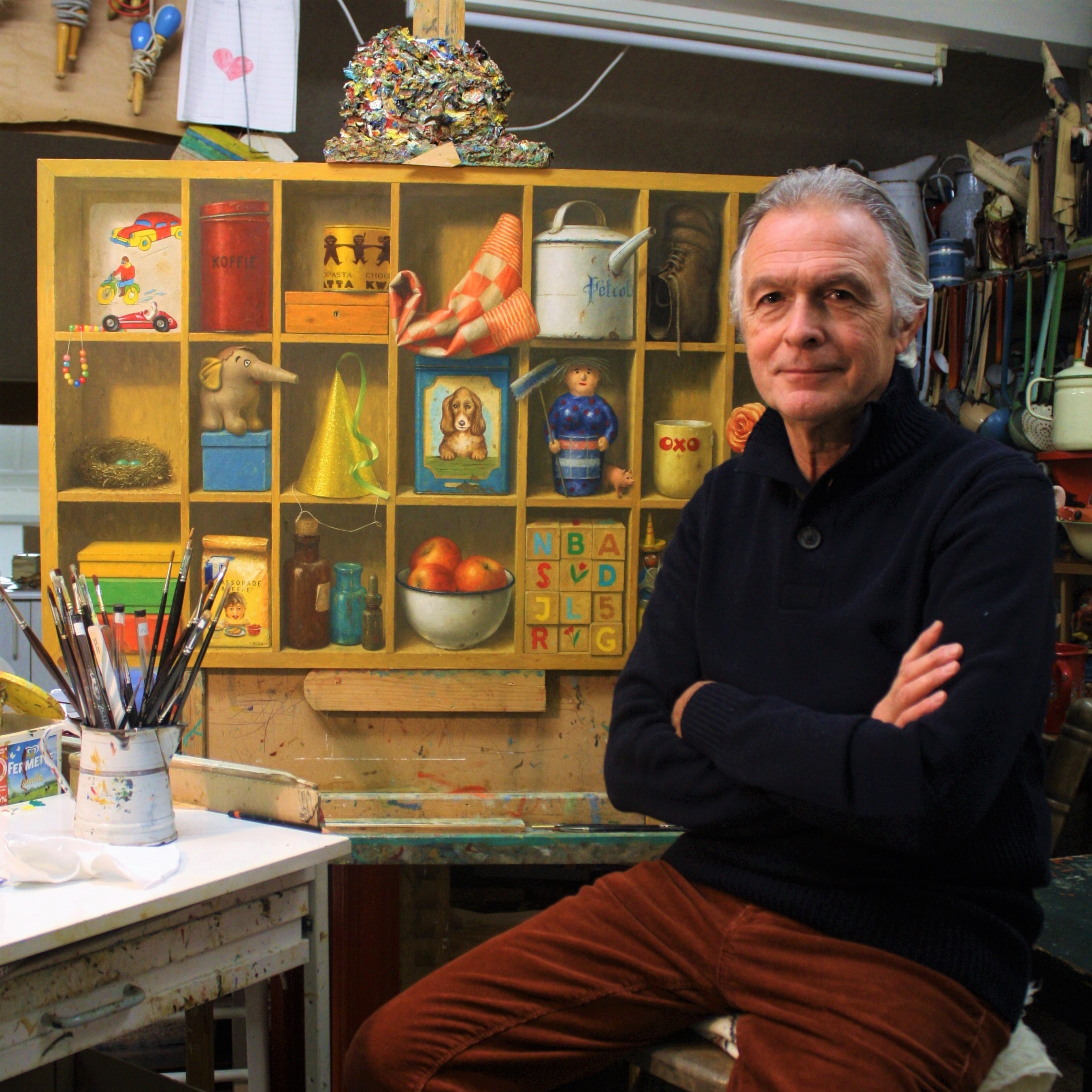
Rudy Beckers in zijn atelier. Circa 2016.

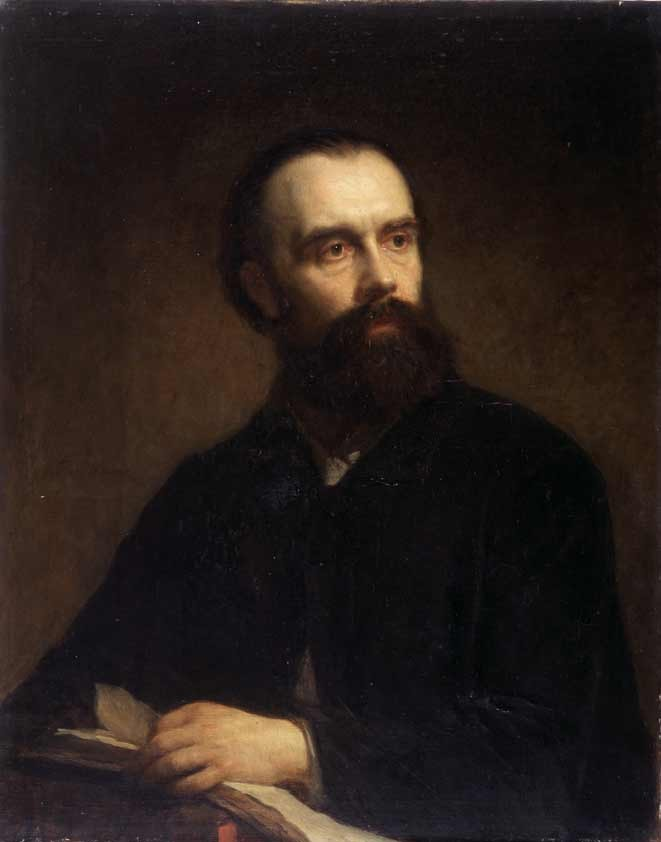
Liéven De Winne: portret van Félix De Vigne

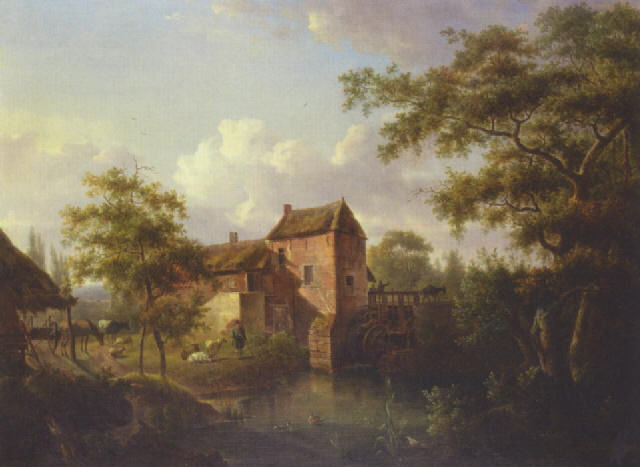
Julien Joseph Ducorron: Landschap met molen (1818)

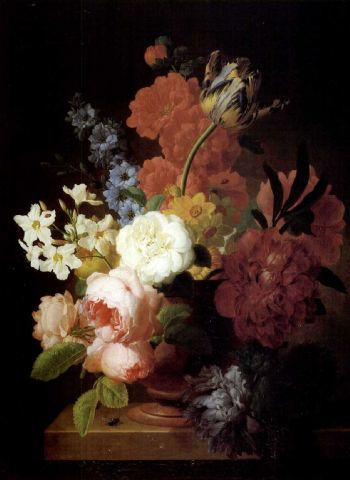
Pieter Faes: Vase de fleurs (1795)

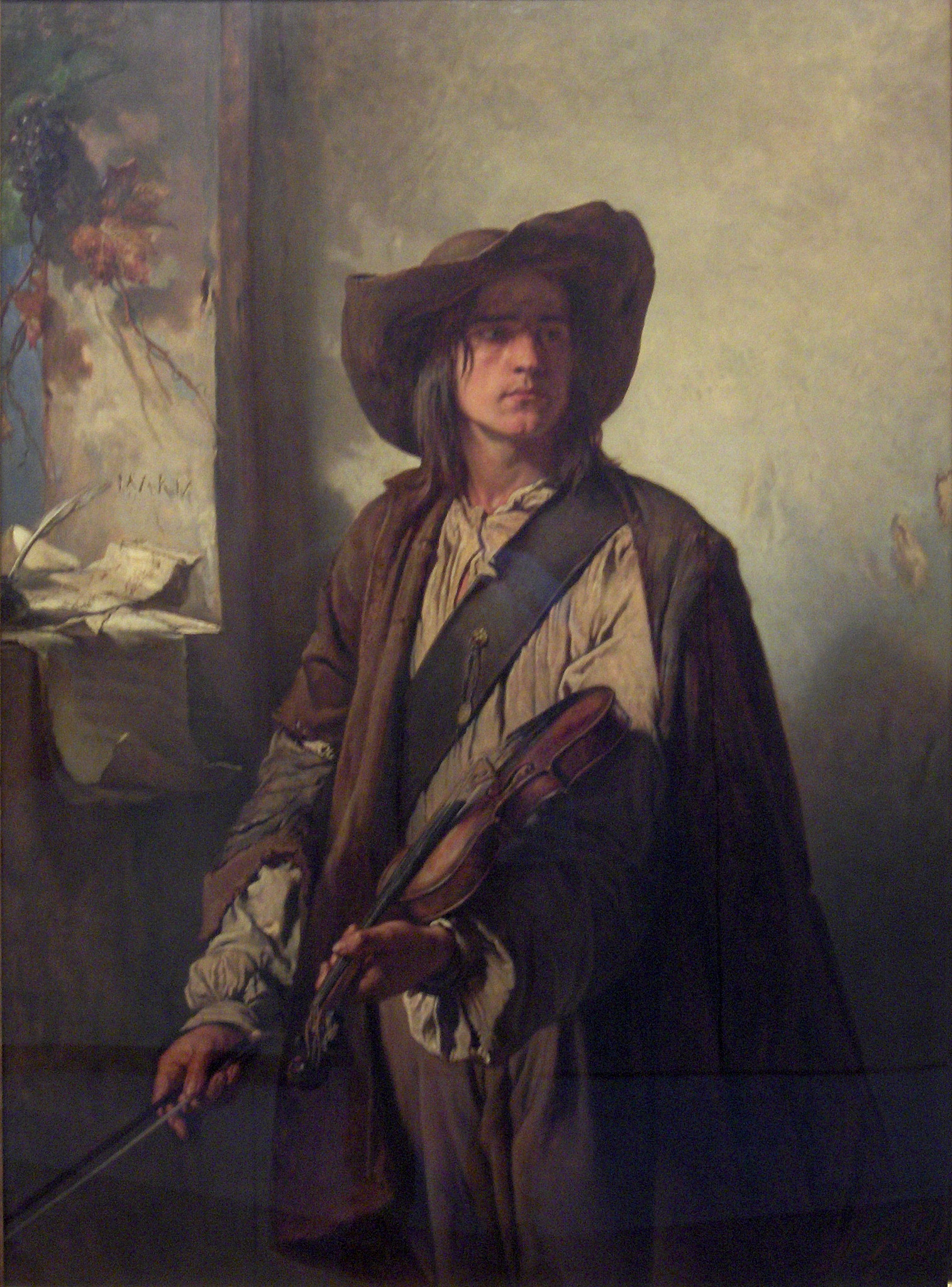
Louis Gallait: Kunst en Vrijheid (1849)

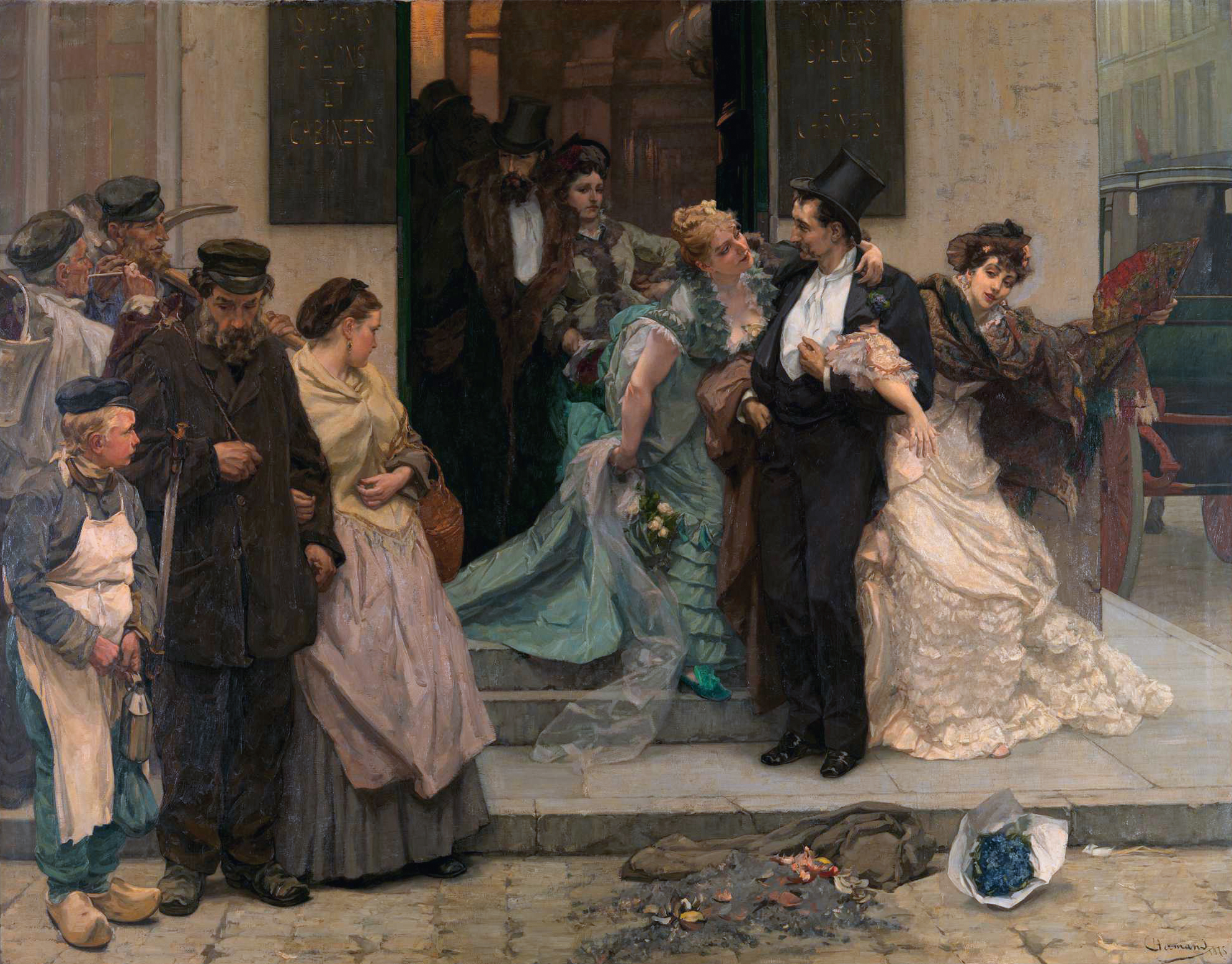
Charles Hermans: Á l’Aube (1875)

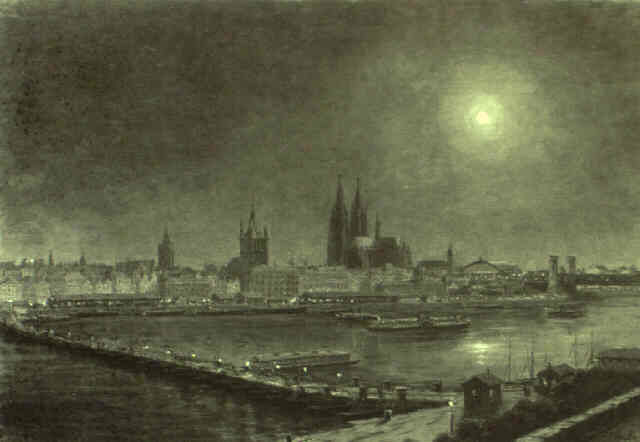
Franz Kegeljan: De Rijn bij Keulen

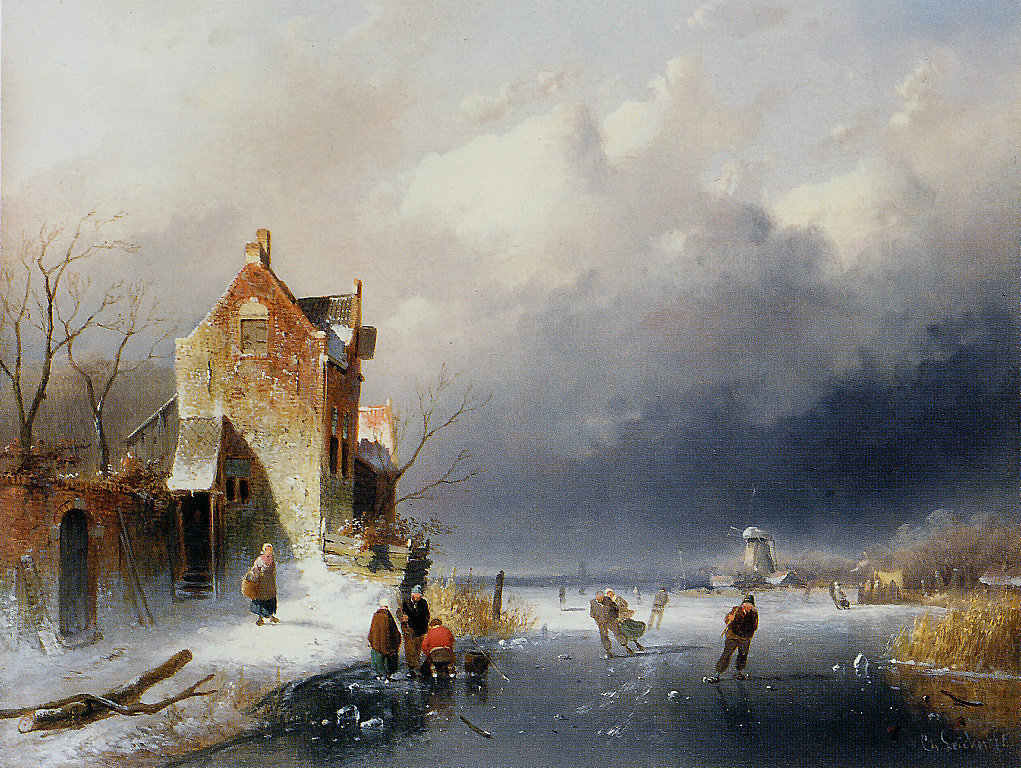
Charles Leickert: Stadsgezicht in winter met schaatsers op het ijs

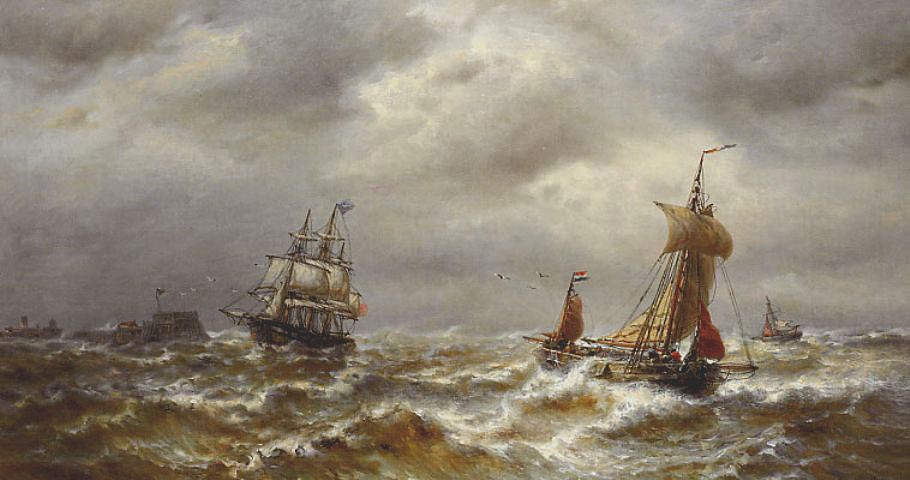
François Musin:Vissers bij zware zee

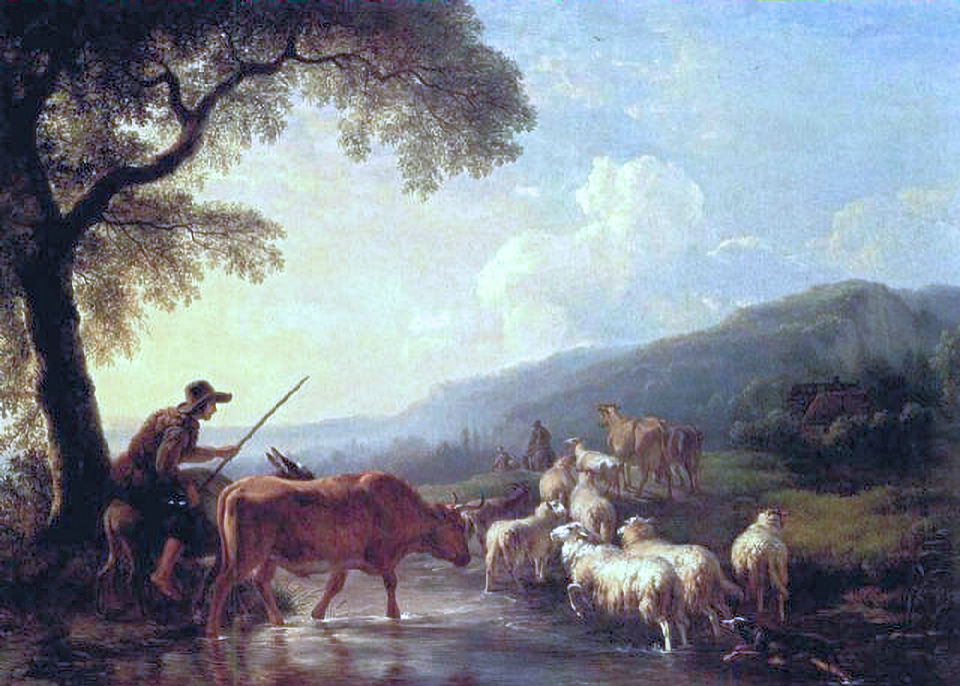
Balthasar Paul Ommeganck: Landschap met herders (1796)

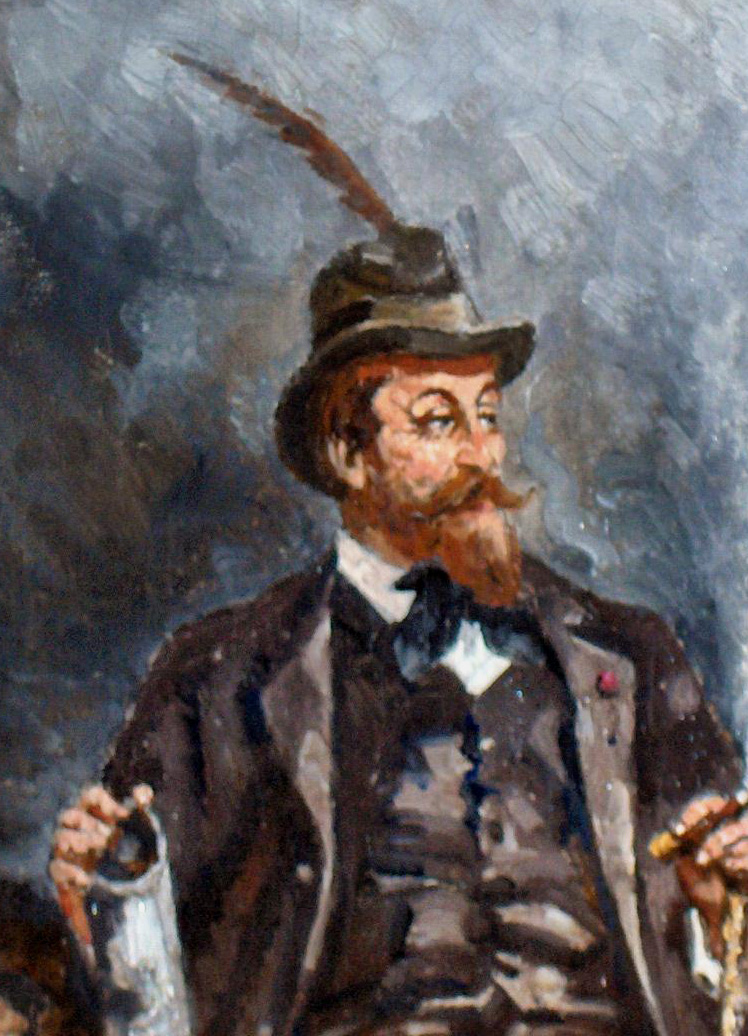
Léon Philippet:
portret van Alfre
d Verwee (1895)

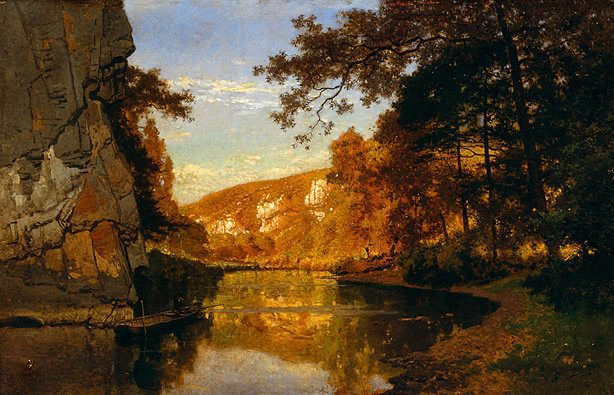
Joseph Quinaux: Op de rivier de Lesse (ca. 1883)

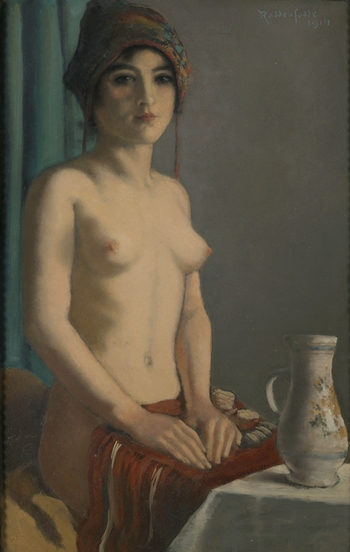
Armand Rassenfosse:
Le bonnet hongrois (1914)

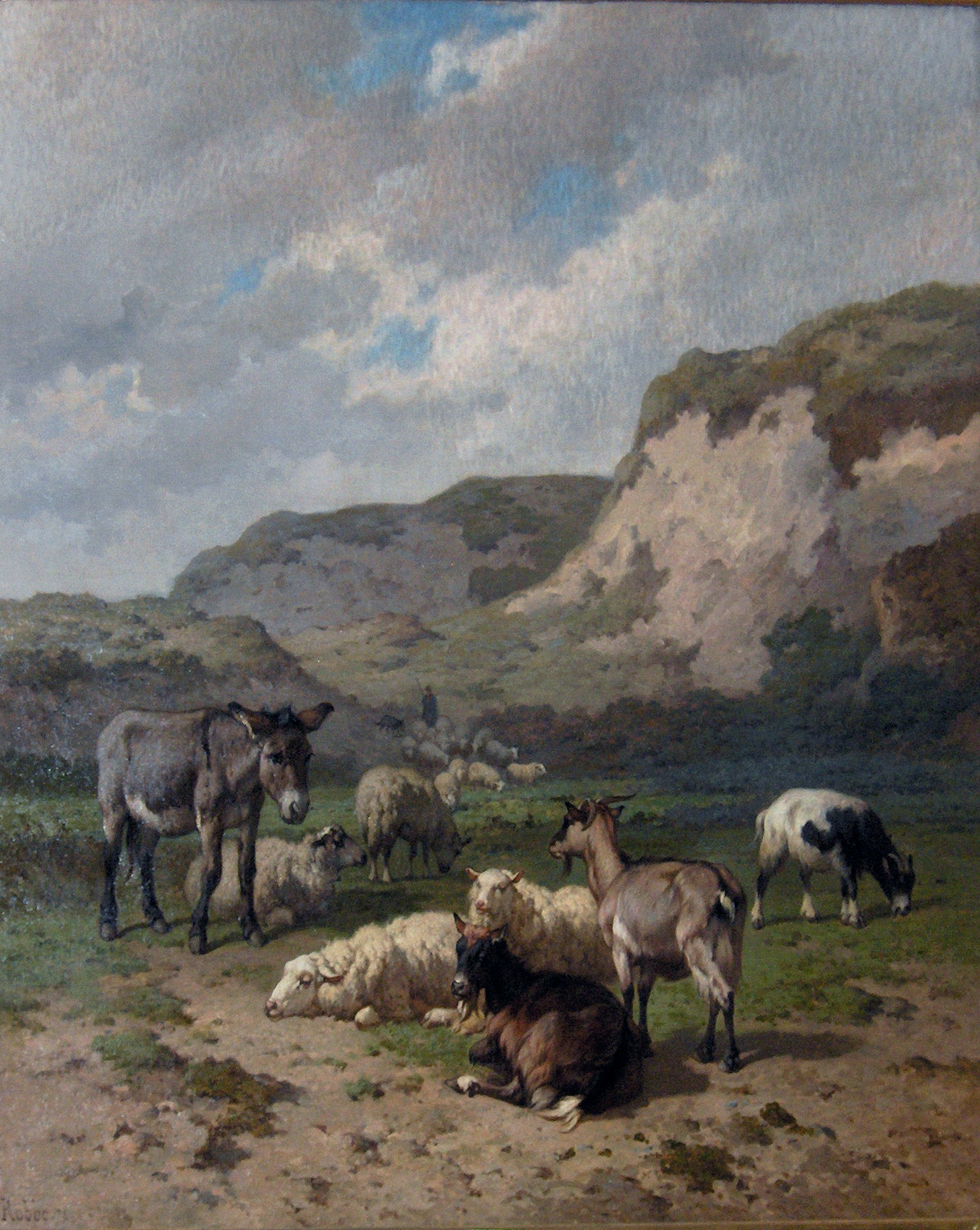
Louis Robbe: Landschap met herder, schapen, geiten en ezeltje (1878)

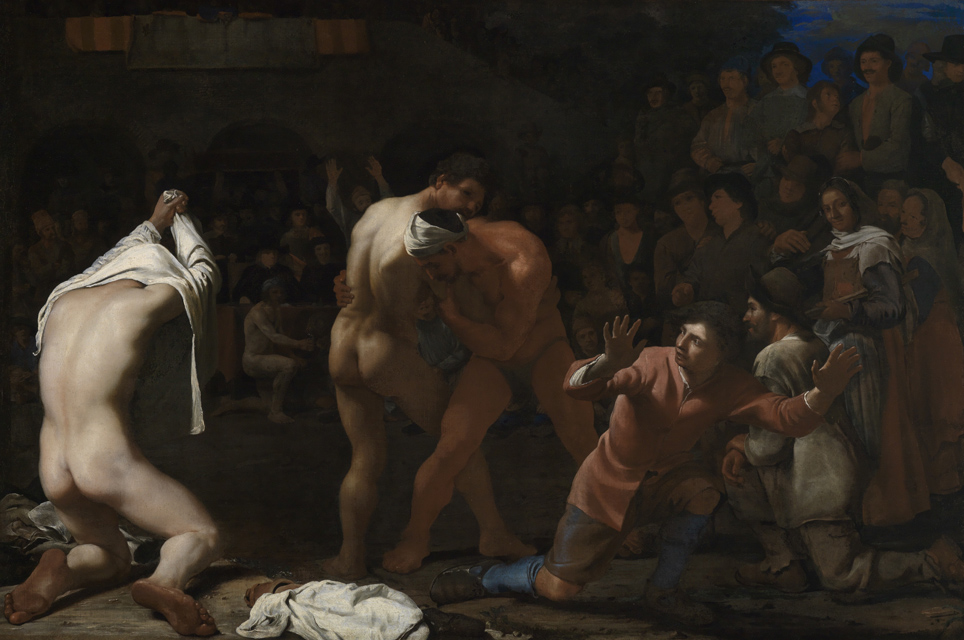
Michael Sweerts: Worstelwedstrijd (1649)

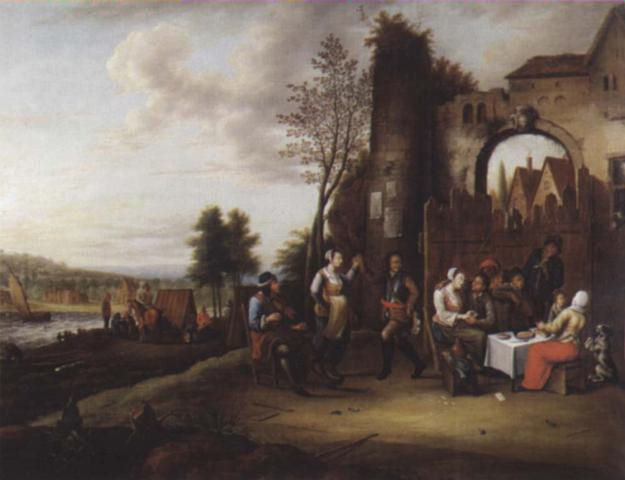
Jean-Baptiste Tency: Fête dans un village près d'une auberge (1771)

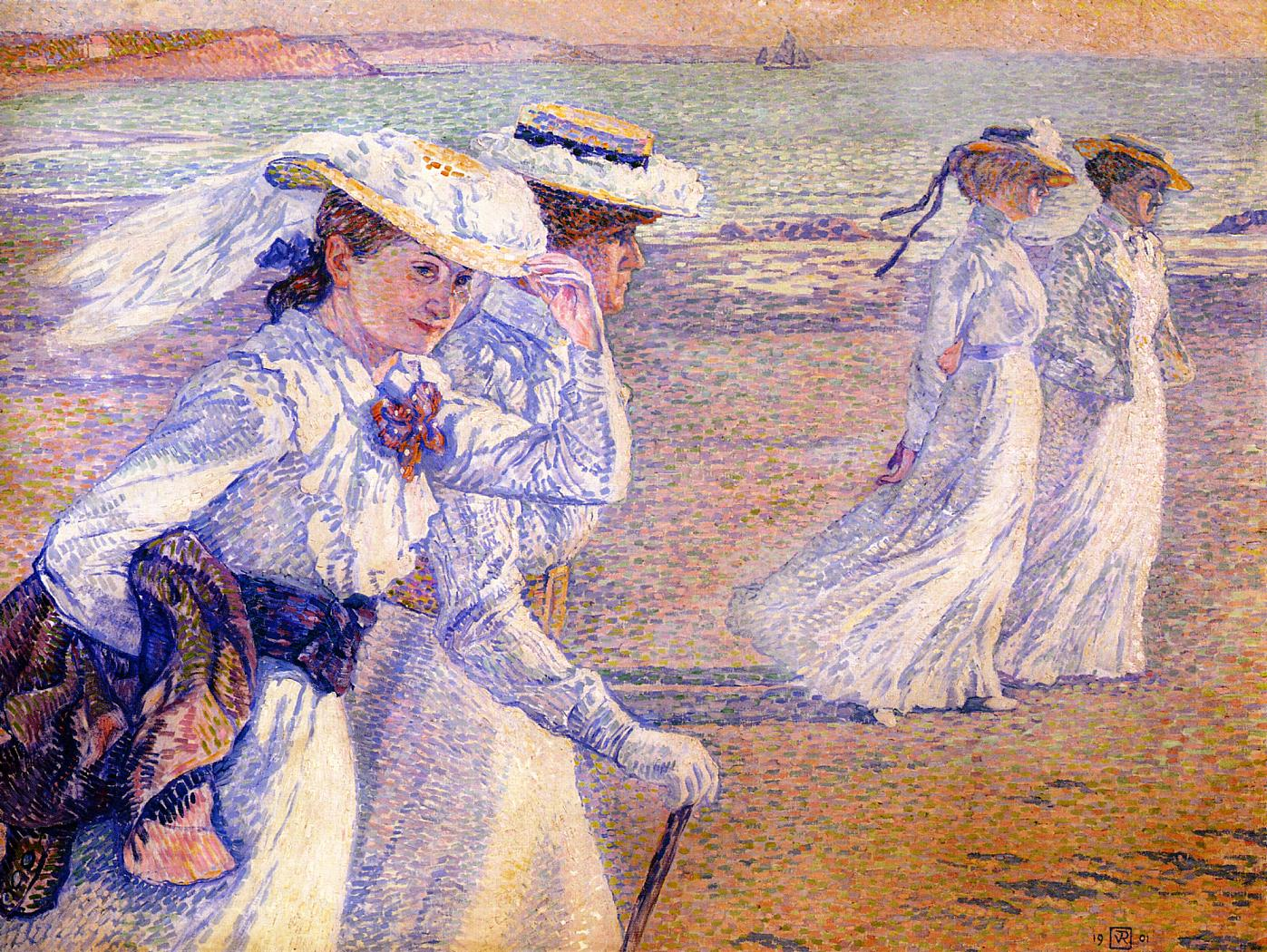
Théo van Rysselberghe:
La Promenade (1901)

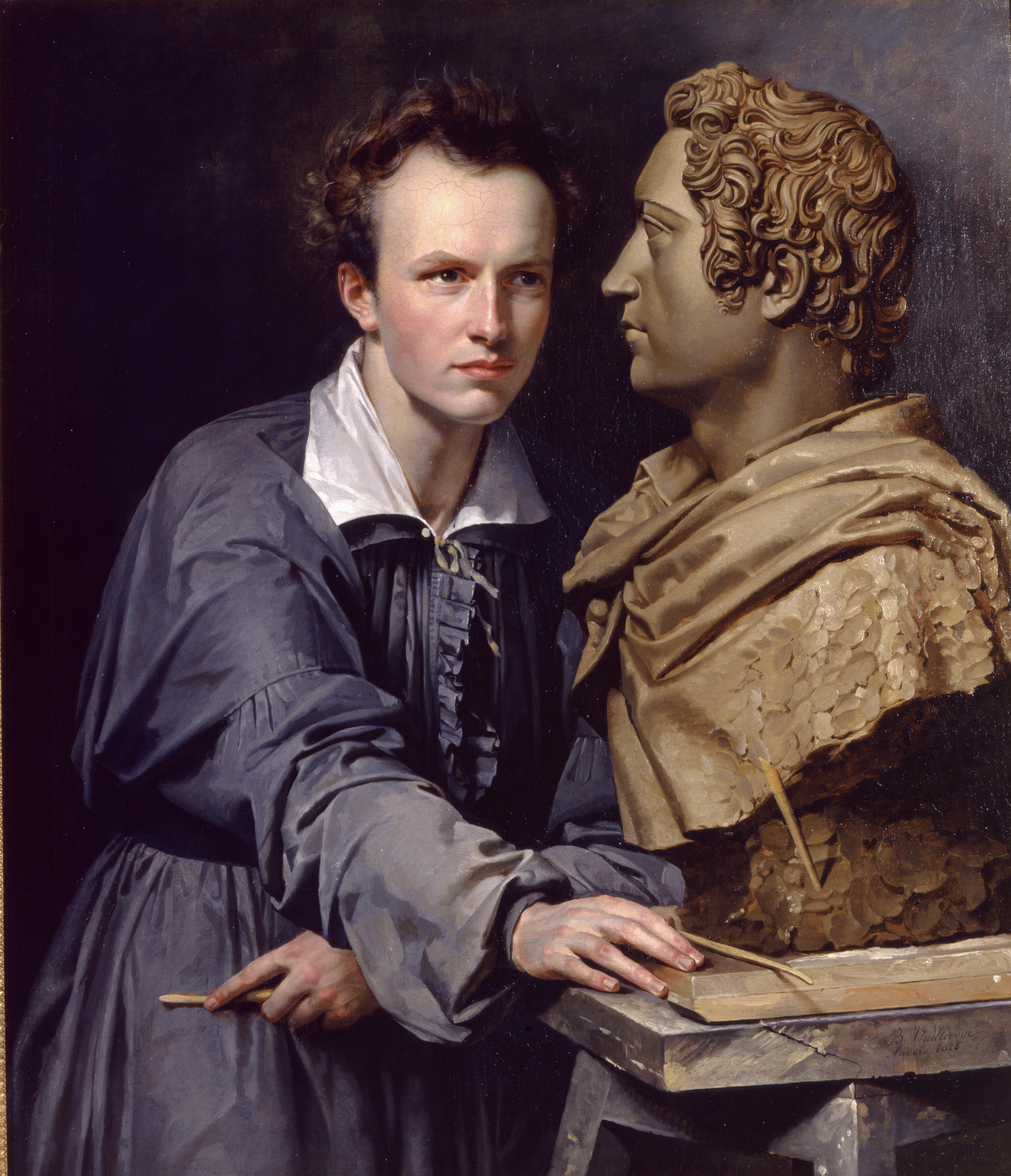
Barthélemy Vieillevoye: Portret van J.A. van der Ven, die werkt aan een buste van Vieillevoye (1828)

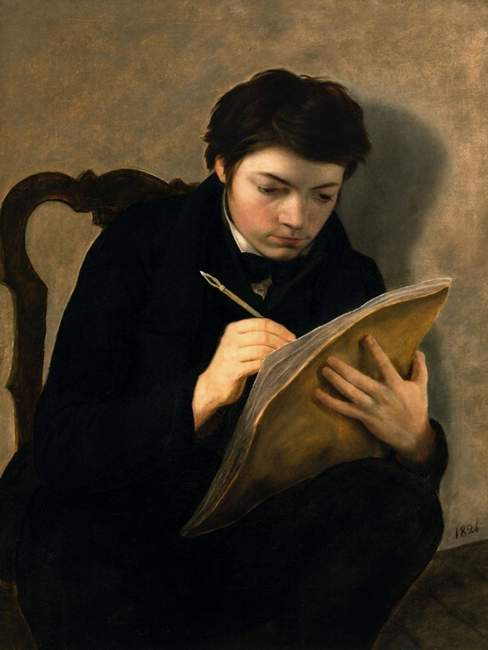
Antoine Wiertz: zelfportret (1824)

Dit is een lijst van in België geboren kunstschilders met een artikel op de Nederlandstalige Wikipedia, gerangschikt op alfabet. (Rangschikking naar Belgisch gebruik: De Vigne staat onder de D en Van Hecke onder de V.)

## A
- Pierre Abattucci 1871-1942
- Victor Abeloos 1881-1965
- Léon Abry 1857-1905
- Robert Aerens 1883-1969
- Pierre Alechinsky 1927
- Fernand Allard l'Olivier 1883-1933
- Gerard Alsteens 1940
- Henri Anspach 1882-1979[1]
- Armand Apol 1879-1950
- Berthe Art 1857-1934[2][3]
- Alphonse Asselbergs 1839-1916

## B
- Alphonse Backeljau
- Albert Baertsoen 1866-1922
- Edgar Baes 1837-1909
- Firmin Baes 1874-1934
- Lionel Baes 1839-1913
- Giljom Ballewijns 1875-1944
- Georges-Marie Baltus 1874-1967
- Willem Battaille 1867-1933
- Charles Baugniet 1814-1886
- Rudy Beckers 1954
- Antoon van Bedaff 1787-1829
- Euphrosine Beernaert 1831-1901
- Charles-Louis Bellis 1837-?
- Hubert Bellis 1831-1902
- Fred Bervoets 1942
- André Beullens 1930-1976
- Guillaume Bijl 1946
- Franz Binjé 1835-1900
- Charles Bisschops 1894-1975
- Maurice Blieck 1876-1922
- Anna Boch 1848-1936
- Eugène Boch 1855-1941
- Anne Bonnet 1908-1960
- Jean-Marie Boomputte 1947
- Guglielmo Borremans 1672-?
- Michaël Borremans 1963
- Nele Boudry 1961
- Andrée Bosquet 1900-1980
- Paul Boudry 1913-1976
- François-Joseph Boulanger 1819-1873
- Hippolyte Boulenger 1837-1874
- Théodore Bray 1818-1887
- Paul Bril 1554-1626
- Eugène Broerman 1861-1932
- Jean-Marie Brouyère 1943-2009
- Germaine Brus 1915-2015
- Jean Brusselmans 1884-1953
- Félix Buelens 1850-1921
- Gustaaf Buffel 1886-1972
- Louis Buisseret 1888-1956
- Emile Bulcke 1875-1963
- François Bulens 1857-1939
- Pol Bury 1922-2005

## C
- Henriëtte Calais 1863-1951
- Jacques Callaert 1921-1996
- Franz Callebaut
- Charles-René Callewaert 1893-1936
- Jean Capeinick 1838-1890
- Jan Karel Carpentero 1784-1823
- Evariste Carpentier 1845-1922
- François Cautaerts 1810-1881
- Ceramano 1831-1909
- Achille Chainaye 1862-1915
- Philippe de Champaigne 1602-1674
- Frantz Charlet 1862-1928
- Albert Ciamberlani 1864-1956
- Luc Claus  1930-2006
- Alexandre Clarys 1857-1920
- Henri Cleenewerck 1818-1901
- Emile Clerico 1902-1976
- Louis Clesse 1889-1961
- Jan Cobbaert 1909-1995
- Roger Cockx 1914-1991
- Hubert Coeck 1871-1944
- Jean Colin 1881-1961
- Willie Cools 1932-2011
- Eugène Jean Copman 1839-1930
- Omer Coppens 1864-1926
- Albéric Coppieters 1878-1902
- Oscar Cornu 1866-1939
- Albert Cortvriendt 1875-?
- Edouard-Louis Cottart 1842-1913
- Jan Cox 1919-1980
- Pierre Cox 1915-1974
- Jules Cran 1876-1926
- Paul Craps 1877-1937
- Luc-Peter Crombé 1920-2005
- Louis Crépin 1828-1887

## D
- Freddy Danneel 1929-2008
- Robert Davaux ca. 1885-1965
- Hugo Debaere 1958-1994
- August De Bats 1856-1937
- Julien De Beul 1868-?
- Laurent De Beul 1841-1872
- Gaston De Biemme
- Marie De Bièvre 1865-1940
- Jan Frans De Boever 1872-1949
- Nathalie de Bourtzoff
- Sophie de Bourtzoff
- Adriaan De Braekeleer 1818-1904
- Evarist De Buck 1892-1974
- Gilbert Declercq 1946
- Jos De Cock 1934-2010
- René De Coninck 1907-1978
- Jan De Cooman 1893-1949
- Herman De Cuyper 1904-1992
- William Degouve de Nuncques 1867-1935
- Babette Degraeve 1965
- Henri De Graer 1856-1915
- Charles Degroux 1825-1870
- Henry de Groux 1866-1930
- Carlos De Haes 1826-1898
- Louise De Hem 1866-1933
- Nicaise De Keyser 1813-1887
- Raoul De Keyser 1930-2012
- Victor De Knop 1883-1979
- Raymond de la Haye 1882-1914
- Willem Delsaux 1862-1945
- Paul Delvaux 1897-1994
- Jean Delville 1867-1953
- Jean Delvin 1853-1922
- Ghislaine de Menten de Horne 1908-1995
- Thomas Deputter 1896-1972
- Michel De Roeck 1954-2005
- Edmond De Schampheleer 1824-1899
- Jan de Smedt 1905-1954
- Lucie Desmet (1873-1943)
- Prosper De Troyer 1880-1961
- Edouard De Vigne 1808-1866
- Emma De Vigne 1850-1898
- Félix De Vigne 1806-1842
- Albert De Vos 1868-1950
- Liéven De Winne 1821-1880
- Marguérite Dielman 1865-1942
- Leon Dieperinck 1917-2010
- Sam Dillemans 1965
- Willem Dolphyn 1935-2016
- Marthe Donas 1885-1967
- Christian Dotremont 1922-1979
- Charles Doudelet 1861-1938
- Albert Droesbeke 1896-1929
- Edmond Dubrunfaut 1920-2007
- Hugo Duchateau 1938
- Julien Joseph Ducorron 1770-1848
- Henri Dupont 1890-1961
- Mathilde Dupré-Lesprit 1836-1913
- Jef Dutillieu 1876-1960
- Albert Dutry 1860-1918
- Marie Dutry-Tibbaut 1871-1953
- Edmond Dutry 1897-1959
- Jean-Marie Dutry 1899-1986
- Jacky Duyck 1947

## E
- Jacobus Josephus Eeckhout 1793-1861
- Alfred Elsen 1850-1914
- Albert Embrechts 1914-1997
- Peter Engels 1959
- Joe English 1882-1918
- James Ensor 1860-1949
- Henri Evenepoel 1872-1899

## F
- Emile Fabry 1865-1966
- Pieter Faes 1750-1814
- Rombout Faydherbe 1649-1674
- Ernest Faut 1879-1961
- Odile Feltes-Gaillard (1915-1999)
- Julien Ficher 1888-1989
- Willy Finch 1854-1930
- Gustave Flasschoen 1868-1940
- Jules Fonteyne 1878-1964
- Lucien Frank 1857-1920

## G
- Jean-Jacques Gailliard 1890-1976
- Louis Gallait 1810-1887
- Mary Gasparioli 1856-?
- Lucas Gassel 1500-1570
- Fanny Geefs 1807-1883
- Willem Geets 1838-1919
- Joseph Louis Geirnaert 1790-1859
- Victor-Jules Génisson 1805-1860
- Vic Gentils 1919-1997
- Edgar Gevaert 1891-1965
- Ferdinand Giele 1867-1929
- Joseph Gindra 1862-1938
- Hubert Glansdorff 1877-1963
- Jack Godderis 1916-1971
- Albert Gregorius 1774-1853
- Godfried Guffens 1823-1901
- Lucien Guinotte 1925-1989

## H
- Mary Habsch 1931
- Paul Hagemans 1884-1959
- Louis Haghe 1806-1885
- René Hansoul 1910-1979
- Gaston Haustraete 1878-1949
- Pierre-Jean Hellemans 1787-1845
- Valentin Henneman 1861-1930
- Charles Hermans 1839-1924
- Paul Hermans 1898-1972
- Paul Hermanus 1859-1911
- Hugo Heyrman 1942
- Adriaan Jozef Heymans 1839-1921
- Joris Houwen 1925-1998
- Marie Howet 1897-1984
- Henri Huklenbrok ca. 1870-1952
- Léon Huygens 1876-1919

## I

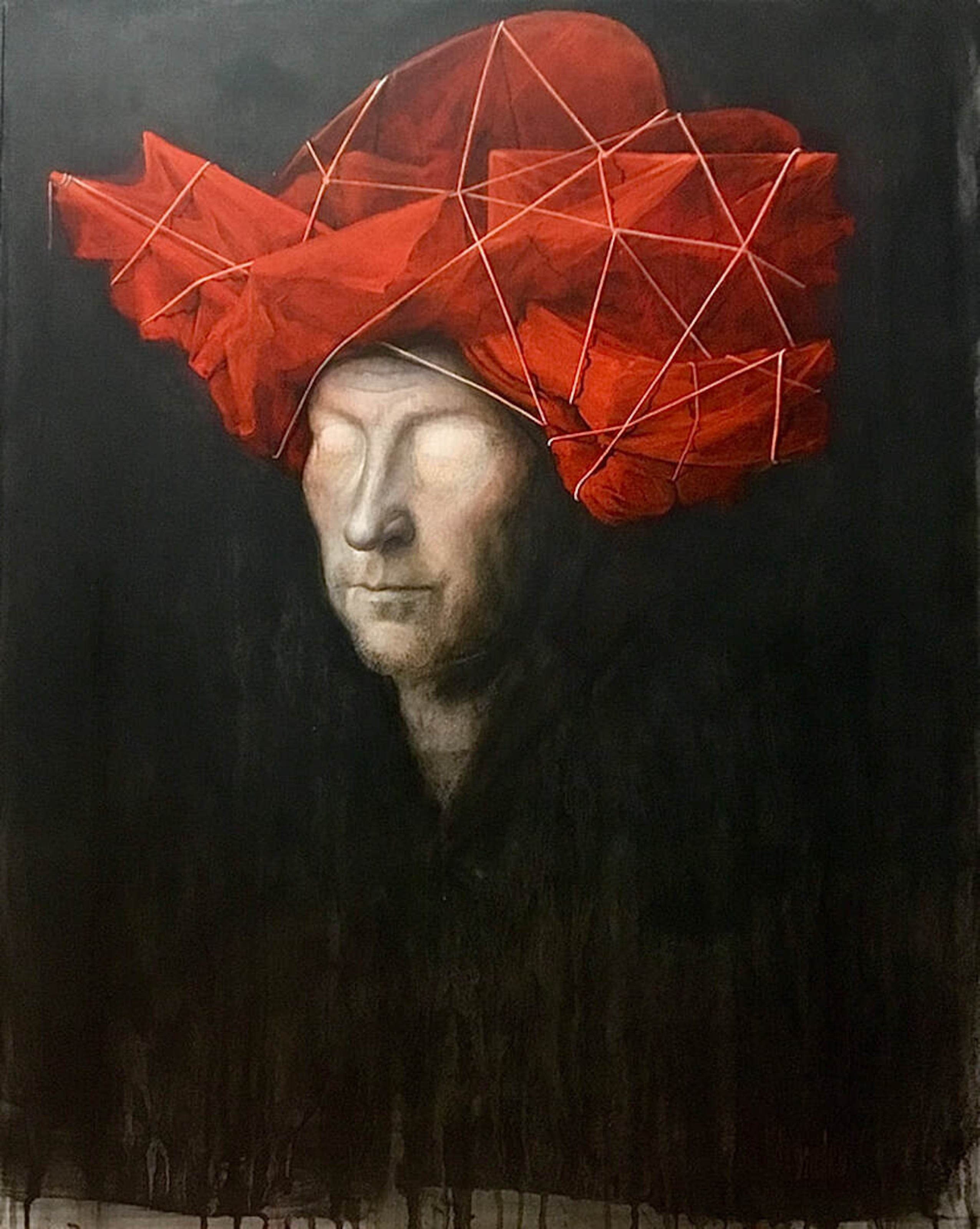
Nele Boudry: Naar Jan van Eyck. Houtskool, pastel en olieverf op doek (2019)

- Florent Isenbaert 1827-?Nele Boudry: Naar Jan van Eyck. Houtskool, pastel en olieverf op doek (2019)

## J
- Jacob Jacobs 1812-1879
- William Jelley 1856-1932
- Antoine Jorissen 1884-1962

## K
- Luc Kaisin 1900-1963
- Franz Kegeljan 1847-1921
- Ignace Kennis 1888-1973
- Anna Kernkamp 1868-1947
- Renée Keuller 1899-1981
- Fernand Khnopff 1858-1921
- Margot Knockaert 1910-1997

## L
- Eugène Laermans 1864-1940
- Pierre Langlet 1848-?
- Paul Lauters 1806-1875
- Georges-Émile Lebacq 1876-1950
- Stéphanie Leblon, 1970
- Henri Lehon 1809-1872
- Charles Leickert 1816-1907
- Adrien-Charles Le Mayeur de Merprès 1844-1923
- Adrien-Jean Le Mayeur de Merprès 1880-1958
- Hendrik Leys 1815-1869
- Egide Linnig 1821-1860
- Lambert Lombard 1505-1566
- Paule Lonneville 1943
- Albert Loots 1915-1992
- Jean-François Luypaert 1893-1954
- Henry Luyten 1859-1945

## M
- Armand Maclot 1877-1959
- Jacques Madyol 1871-1950
- Jo Maes 1923
- René Magritte 1898-1967
- Emile Mahieu 1861-1955
- Maurice Mareels 1893-1976
- Ferdinand Marinus 1808-1890
- Antoon Marstboom 1905-1960
- Paul-Jean Martel 1878-1944
- Armand Massonet 1892-1979
- Paul Masui-Castrique 1888-1981
- Joseph Maswiens 1828-1880
- Didier Matrige 1961-2008
- Jean Mayné 1854-1924
- Karel Mechiels 1927-2017
- Jules Merckaert 1872-1924
- Charles Mertens 1865-1919
- Isidore Meyers 1836-1916
- Charles Michel 1874-1967
- Guillaume Michiels 1909-1997
- Sonja Michiels 1945
- Ernest Midy 1877-1938
- Florent Mols 1811-1896
- Robert Mols 1848-1903
- Constant Montald 1862-1944
- Louis Adrien Moons 1769-1844
- Achilles Moortgat 1881-1957
- Auguste Musin 1852-1923
- François Musin 1820-1888

## O
- Balthasar Paul Ommeganck 1755-1826
- Marie Ommeganck 1784-1857
- Maria Jacoba Ommeganck 1760-1849
- Henri Ottevaere 1870-1944

## P
- Pierre Paulus 1881-1959
- Kurt Peiser 1887-1962
- Eduard Pellens 1872-1947
- Erik Pevernagie 1939
- Louis Pevernagie 1904-1970
- Léon Philippet 1843-1906
- Rudi Pillen 1931-2014
- Albert Pinot 1875-1962
- Marc Plettinck 1923-2006
- André Plumot 1829-1906
- Pieter-Frans Poelman 1801-1826

## Q
- Joseph Quinaux 1822-1895

## R
- Jean Raine 1927-1986
- Armand Rassenfosse 1862-1934
- Roger Raveel 1921-2013
- Frans Regoudt 1906-1977
- Georges Reinheimer 1850-?
- Léon Riket 1876-1938
- Lucien Rion 1875-1939
- Louis Robbe 1806-1887
- Daniël-Adolphe Roberts-Jones 1806-1874
- Jean-Baptiste Robie 1821-1910
- Ernest Rocher 1872-1938
- François Roffiaen 1820-1898
- Georges Rogy 1897-1981
- Alfred Ronner 1851-1901
- Alice Ronner 1857-1957
- Emma Ronner 1860-1936
- Renée Rops 1887-1973
- Félicien Rops 1833-1898
- Augusta Roszmann 1859-1945
- Alfred Ruytincx 1871-1908

## S
- Leon Sarteel 1882-1942
- Walter Sauer 1889-1927
- Albert Saverys 1886-1964
- Jules Schmalzigaug 1882-1917
- Antoine Schyrgens 1890-1981
- Jacques Schyrgens 1923
- Joseph Schubert 1816-1885
- Lode Sebregts 1906-2002
- Auguste-Ernest Sembach 1854-?
- Michel Seuphor 1901-1999
- Victor Simonin 1877-1946
- Frans Smeers 1873-1960
- Frans Balthasar Solvyns 1760-1824
- Francine Somers 1923–2022
- Michel-Joseph Speeckaert 1748-1838
- Léon Spilliaert 1881-1946
- Leo Steel 1878-1938
- Alfred Stevens 1823-1906
- Joseph Stevens 1816-1892
- Ildephonse Stocquart 1819-1889
- François Stroobant 1819-1916
- Coloma Swaan 1916-2007
- Michael Sweerts 1618-1664
- Jan Swerts 1820-1879
- Charles Swyncop 1895-1970
- Philippe Swyncop 1878-1949

## T
- Jean-Baptiste Tency 1746-1811
- Georges Teugels 1937-2007
- Louis Thevenet 1874-1930
- Daan Thulliez 1903-1965
- Emile Thysebaert 1873-1963
- Pierre Toebente 1919-1997
- Léon Tombu 1866-1958
- Jef Toune 1887-1940
- Charles Tschaggeny 1815-1894
- Edmond Tschaggeny 1818-1873
- Jozef Jan Tuerlinckx 1809-1873
- Luc Tuymans 1958
- Edgard Tytgat 1879-1957

## V
- Leon Valckenaere 1853-1932
- Georgine van Assche 1939-2005
- Jan Van Beers 1852-1927
- Hilaire Vanbiervliet 1890-1981
- Louis Pierre Van Biesbroeck 1839-1919
- Mattheus Ignatius van Bree, ook Matthijs Ignaas Van Bree, (1773-1839)
- Bert Van Bulck 1915-1988
- Willem Van Buscom 1797-1834
- Jan Van Campenhout 1907-1972
- Jef Van Campen 1934
- Frans Van Damme 1858-1925
- Frits Van den Berghe 1883-1939
- Koen van den Broek 1973
- Guy Van den Bulcke 1931
- Louis Van den Eynde 1881-1966
- Serge Vandercam 1924-2005
- Benoni Van der Gheynst 1876-1946
- Edmond Van der Haeghen 1836-1919
- Pierre Jean Van der Ouderaa 1841-1915
- Jan Van Der Smissen 1944-1995
- Theo Van de Velde 1921-2005
- Martine Van de Walle 1968
- Gustave Van de Woestyne 1881-1947
- Gabriel Van Dievoet 1875-1934
- Emile Van Doren 1865-1949
- Raymond Van Doren 1906-1991
- Marcel Van Driessche 1925-2012
- Adolf Van Elstraete 1862-1939
- Frans Van Giel 1892-1975
- Louis Van Gorp 1932-2008
- José Van Gucht 1913-1980
- Willem Van Hecke 1893-1976
- Gustaaf Van Heste 1887-1975
- Edith Van Leckwyck 1899-1987
- Frans Van Leemputten, 1850-1914
- Joseph van Lil (1826-1906)
- Louis Van Lint 1909-1986
- Leo Van Paemel 1914-1995
- George Van Raemdonck 1888-1966
- Wim van Remortel 1939-2013
- Jozef Van Ruyssevelt 1941-1985
- Théo van Rysselberghe 1862-1926
- Achiel Van Sassenbrouck 1886-1979
- Petrus van Schendel 1806-1870
- Dan Van Severen 1927-2009
- Eugeen Vansteenkiste 1896-1963
- Godfried van Steynemolen 1540-1604
- Georges Vantongerloo 1886-1965
- Jef van Tuerenhout 1926-2006
- Georges Van Zevenberghen 1877-1968
- Julia Vanzype (1870-1950)
- Gerard Vekeman 1933
- Charles-Louis Verboeckhoven 1802-1889
- Eugène Verboeckhoven 1798-1881
- Marguerite Verboeckhoven 1865-1949
- Jos Verdegem 1897-1957
- Marcel-Henri Verdren 1933-1976
- Paul Verdussen 1868-1945
- Piet Verhaert 1852-1908
- Séraphin Vermote 1788-1837
- Barth Verschaeren 1888-1946
- Karel-Willem Verschaeren 1881-1928
- Theodoor Verschaeren 1874-1937
- Edmond Verstraeten 1870-1956
- Alfred Verwee 1838-1895
- Emma Verwee
- Louis-Charles Verwee 1836-1882
- Louis-Pierre Verwee 1807-1877
- Barthélemy Vieillevoye 1798-1855
- Frans Vinck 1827-1903
- Jozef-Xavier Vindevogel 1859-1941
- Charles-Louis Voets 1876-?
- Henry Voordecker 1779-1861

## W
- Victor Wagemaekers 1876-1953
- Maurice Wagemans 1877-1927
- Gustave Walckiers 1831-1891
- Martin Wallaert 1944
- Taf Wallet 1902-2001
- Antoine Wiertz 1806-1865
- Edgard Wiethase 1881-1965
- Wilchar 1910-2005
- Maurice Wiliquet 1913-1991
- Georges Wilson 1850-1931
- Roger Wittevrongel 1933
- Karel Wollens 1912-1991
- Rik Wouters 1882-1916
- Juliette Wytsman 1866-1925

## Z
- Joris Frederik Ziesel 1755-1809